# Vasilis Torosidis
Vasilios Torosidis (grško Βασίλης Τοροσίδης), grški nogometaš, * 10. junij 1985, Xanthi, Grčija.
Torosidis je nekdanji nogometni branilec, v svoji karieri je igral za klube Skoda Xanthi, Olympiacos, Roma in Bologna ter grško reprezentanco.

## Klubska kariera

### Skoda Xanthi
Torosidis je med profesionalci debitiral 19. aprila 2003, tedaj je pri 17 letih prvič nastopil za klub iz svojega rodnega mesta Xanthi, Skoda Xanthi. Svoj prvi prvenstveni zadetek je dosegel 17. oktobra 2005 proti Iraklisu. V Xanthiju je prebil 4 leta in pol in v tem času navduševal s svojimi predstavami, zanimanje zanj so kmalu pokazali vsi trije klubi t. i. velike grške trojice, Olympiacos, Panathinaikos in AEK Atene. Torosidis se je naposled odločil za Olympiacos in 1. januarja 2007 okrepil moštvo iz Pireja, s katerim je podpisal 5-letno pogodbo.

### Olympiacos
Olympiacosu se je tako pridružil v zimskem prestopnem roku 2007 in zanj prvi zadetek dosegel 21. januarja 2007 proti PAOK-u. Svoj prvi zadetek v evropskih tekmovanjih je dosegel v sezoni 2008/09, tedaj je v 1. kolu Pokala UEFA zatresel mrežo danskega Nordsjællanda ob zmagi svojega moštva s 5-0. Kasneje tisto sezono mu je v skupinskem delu uspel še en evropski zadetek, proti berlinski Herthi.
Torosidis običajno igra na bolj obrambnih položajih. Znan je po svoji fizični moči, vzdržljivosti in tehniki. Tako v Olympiacosu kot v grški reprezentanci ima vse pomembnejšo vlogo in zanimanje zanj so v preteklosti kazali mnogi veliki evropski klubi, med njimi Juventus, Bayern, AS Monaco, Rangers, Newcastle in Atletico Madrid.  Do sedaj je Olympiacos zavrnil vse prispele pogodbe in Torosidis je s pirejskim klubom poleti 2009 podaljšal sodelovanje. V novi pogodbi je tudi določena odškodnina v primeru prestopa, ki znaša 7 milijonov evrov.
V sezoni 2009/10 so Torosidisa pri Olympiacosu uporabili na različnih igralnih položajih, največkrat se je pojavil na poziciji centralnega vezista.

## Reprezentančna kariera
Torosidis je v grški reprezentanci debitiral na kvalifikacijski tekmi za nastop na Evropskem prvenstvu 2008 proti izbrani vrsti Turčije. Po koncu reprezentančne kariere Takisa Fyssasa se je Torosidis tudi uveljavil kot selektorjeva prva izbira na položaju levega branilca, čeprav je v svojem klubu običajno igral na desni strani. Po koncu za Grčijo uspešnih kvalifikacij ga je nemški selektor Otto Rehhagel tudi uvrstil med potnike na Evropsko prvenstvo v Avstrijo in Švico. Svoj prvi reprezentančni zadetek je Torosidis zadel na tekmi kvalifikacij za Svetovno prvenstvo 2010 proti reprezentanci Luksemburga.
Selektor Rehhagel ga je uvrstil tudi med potnike na Svetovno prvenstvo 2010 v JAR, ki se je za Grke pričelo neuspešno s porazo proti konkurentom za drugo mesto v skupini, Južni Koreji. Druga tekma proti Nigeriji je tako za Grčijo že odločala o napredovanju v izločilne boje. Nigerijci so prek Kaluja Ucheja prvi povedli, a so na koncu Grki le prevladali in zmagali z 2-1, pri čemer je drugi grški zadetek prispeval prav Torosidis. 

### Reprezentančni zadetki
| # | Datum             | Prizorišče             | Nasprotnik | Zadel za | Končni izid | Tekmovanje                          |
| - | ----------------- | ---------------------- | ---------- | -------- | ----------- | ----------------------------------- |
| 1 | 6. september 2008 | Luksemburg, Luksemburg | Luksemburg | 1-0      | 3-0         | Kvalifikacije za Svetovno prvenstvo |
| 2 | 14. oktober 2009  | Atene, Grčija          | Luksemburg | 1-0      | 2-1         | Kvalifikacije za Svetovno prvenstvo |
| 3 | 17. junij 2010    | Bloemfontein, JAR      | Nigerija   | 2-1      | 2-1         | Svetovno prvenstvo, skupina B       |

## Dosežki
- Olympiacos

- Grška Superliga

- 2006/07, 2007/08, 2008/09

- Grški pokal:

- 2008, 2009

- Grški Superpokal:
  - 2007